# コミックマーブル
『コミックマーブル』（COMIC MARBLE）は竹書房から発行されていた月刊漫画雑誌。2007年4月16日に近代麻雀増刊として発売し、vol.1からvol.4までは定価390円、vol.5からVol.7までは定価420円、Vol.8からは定価680円。B6判で平綴じ。
2009年4月2日発売のvol.12を以って休刊となった。
3月2日に単行本がバンブーコミックスマーブルセレクトとして発売された。

## 概要
元々は1,4,7,10月の21日発売の中綴じの季刊誌であったが、2008年6月21日発売のVol.7で一時休刊し、2008年12月2日発売のVol.8から新装刊として月刊化された。季刊誌時代はグラビアも掲載していた。また2008年4月21日発売のVol.5から3ヶ月限定で月刊化されており、Vol.7にはグラビアアイドルのDVDも付属した。

## 連載作品
特記されている作品以外はvol.12をもって終了。

### 連載中
五十音順
- あまガミ（竹下けんじろう）→2巻を加筆した上で発売。Web連載で再開する予定。
- ヴァージンな関係R（小林拓己）→ビタマンへ移籍。
- 乙女怪談〜化学室の花子さん〜（楠桂）
- セイギクラブ[1]（永野あかね）
- 特視捜査官（富田安紀子）
- 秘書課ドロップミックス（春輝）→Dokiッ!へ移籍。
- ましゅまろえっち（結城稜）→ビタマンへ移籍。
- mob-群集-（外薗昌也）
- ももの家（内田早紀）
- 用務キング!!（蒼木雅彦）
- レストレイントM（井上元伸）

### 連載終了
- Extra Innings 〜プロ野球稼業〜（渡辺保裕）
- 画家とモデル（今日マチ子）
- KO-BANG!（大崎充）
- 灼熱のアンタレス（森田崇）
- はないろ（田中顕）
- 彼女的な彼女（888）

## 余談
季刊誌時代は書店によっては成人向け漫画雑誌の欄におかれていることがあったが、雑誌自体は青年誌である。